# México en los Juegos Paralímpicos de Seúl 1988
México estuvo representado en los Juegos Paralímpicos de Seúl 1988 por un total de 33 deportistas, 28 hombres y cinco mujeres.

## Medallistas
El equipo paralímpico mexicano obtuvo las siguientes medallas:
| Nombre                                                     | Deporte      | Evento                     |
| ---------------------------------------------------------- | ------------ | -------------------------- |
| Oro                                                        |              |                            |
| Leticia Torres                                             | Atletismo    | 100 m 1C femenino          |
| Leticia Torres                                             | Atletismo    | 200 m 1C femenino          |
| Leticia Torres                                             | Atletismo    | 400 m 1C femenino          |
| Leticia Torres                                             | Atletismo    | 800 m 1C femenino          |
| Juana Soto                                                 | Atletismo    | 100 m 5-6 femenino         |
| Juana Soto                                                 | Atletismo    | 400 m 5-6 femenino         |
| Cecilia Vázquez                                            | Atletismo    | 200 m 4 femenino           |
| Moisés Galindo                                             | Natación     | 200 m estilos 5 masculino  |
| Plata                                                      |              |                            |
| Cecilia Vázquez                                            | Atletismo    | 100 m 4 femenino           |
| Cecilia Vázquez                                            | Atletismo    | 400 m 4 femenino           |
| Juana Soto                                                 | Atletismo    | 200 m 5-6 femenino         |
| Leticia Torres                                             | Atletismo    | 1500 m 1C femenino         |
| Dora Elia García Araceli Castro Juana Soto Cecilia Vázquez | Atletismo    | 4 × 200 m 2-6 femenino     |
| Saúl Mendoza                                               | Atletismo    | 200 m 4 masculino          |
| José Manuel Ríos                                           | Atletismo    | 5000 m 5-6 masculino       |
| Víctor Valdez                                              | Halterofilia | –95 kg masculino           |
| Moisés Galindo                                             | Natación     | 100 m mariposa 5 masculino |
| Bronce                                                     |              |                            |
| Dora Elia García                                           | Atletismo    | 100 m 2 femenino           |
| Saúl Mendoza                                               | Atletismo    | 800 m 4 masculino          |
| Saúl Mendoza                                               | Atletismo    | 5000 m 4 masculino         |
| Aarón Gordián                                              | Atletismo    | 200 m 4 masculino          |
| José Manuel Ríos                                           | Atletismo    | 200 m 5-6 masculino        |
| Jorge Ernesto Varela                                       | Atletismo    | Pentatlón 6 masculino      |
| Moisés Galindo                                             | Natación     | 100 m libre 5 masculino    |